# Pubertad precoz periférica familiar limitada a los varones
La pubertad precoz familiar limitada al varón (PPFV), también conocida como precocidad sexual familiar o testotoxicosis independiente de gonadotropinas, es una forma de pubertad precoz independiente de gonadotropinas que afecta solo a los varones y cursa con un desarrollo temprano de las características sexuales secundarias seguido de un crecimiento acelerado pero una talla reducida en la edad adulta. Los signos de la pubertad pueden desarrollarse tan pronto como con año de vida, si bien, la edad de comienzo habitual se encuentra entre los 2 y los 5 años
Robert King Stone, médico personal del presidente estadounidense Abraham Lincoln, describió el primer caso de PPFV en 1852.
Es una condición autosómica dominante debida a un cambio patogénico (mutación) en el gen del receptor de la hormona luteinizante (LH) o LHCGR (2p16.3). Como la PPFV es una forma de pubertad precoz independiente de las gonadotropinas, los agonistas de la hormona liberadora de gonadotropinas (agonistas de) GnRH) son ineficaces. El tratamiento consiste en fármacos que suprimen o bloquean los efectos de la esteroidogénesis gonadal, como acetato de ciproterona, ketoconazol, espironolactona y testolactona . Alternativamente, se puede usar la combinación del antagonista del receptor de andrógenos bicalutamida y el inhibidor de la aromatasa anastrozol .

## Epidemiología
La FMPP es una enfermedad muy rara; la prevalencia es inferior a 1/1.000.000.